# Siger Fabri
Pour les articles homonymes, voir Fabri.
Siger Fabri fut le 14e chef de l'abbaye de Parc, entre 1306 et la date de sa mort survenue le 17 juin 1314. Cette abbaye prémontrée fondée en 1129 près de Louvain, dans le duché de Brabant, existe toujours en 2021 en Belgique, dans le Brabant flamand.
L'abbé Siger Fabri fut un homme savant et d'une grande piété. Il administra l'abbaye avec beaucoup de charité alors que des calamités commençaient à s'abattre sur le monastère, telle que la disette survenue à la suite de l'hiver rigoureux de 1304. Il fit par ailleurs creuser le vaste étang au sud de l'abbaye, à l'endroit où existait alors un marais insalubre.

## Chronologie
Siger Fabri est né en 1306 à Vinckenbosch, village ancien dont le territoire est occupé par l'abbaye de Parc actuelle. Il est Maître-ès-arts.
À la suite de sa mort, survenue le 17 juin 1314, il est inhumé au milieu du chapitre de l'abbaye de Parc.

## Abbatiat
Les calamités dans l'histoire de l'abbaye de Parc commencent du temps de l'abbé Siger Fabri. Mais, alors que l'hiver de l'année 1304 est extrêmement rigoureux et que la disette se fait sentir par la suite, frappant surtout la classe pauvre, l'abbé Siger Fabri se montre très charitable.
Il fait creuser le vaste étang au sud de l'abbaye de Parc, à l'endroit où existe alors un marais insalubre.

## Postérité

### Indication posthume
Dans son ouvrage cité plus bas, J.E. Jansen accompagne la chronologie de l'abbé Siger Fabri d'une indication en latin le concernant et qu'un outil informatique traduit par « De haute piété et à la doctrine féconde, il maîtrise les sept disciplines artistiques nées à Vinckenbosch. ».

### Armes de l'abbé

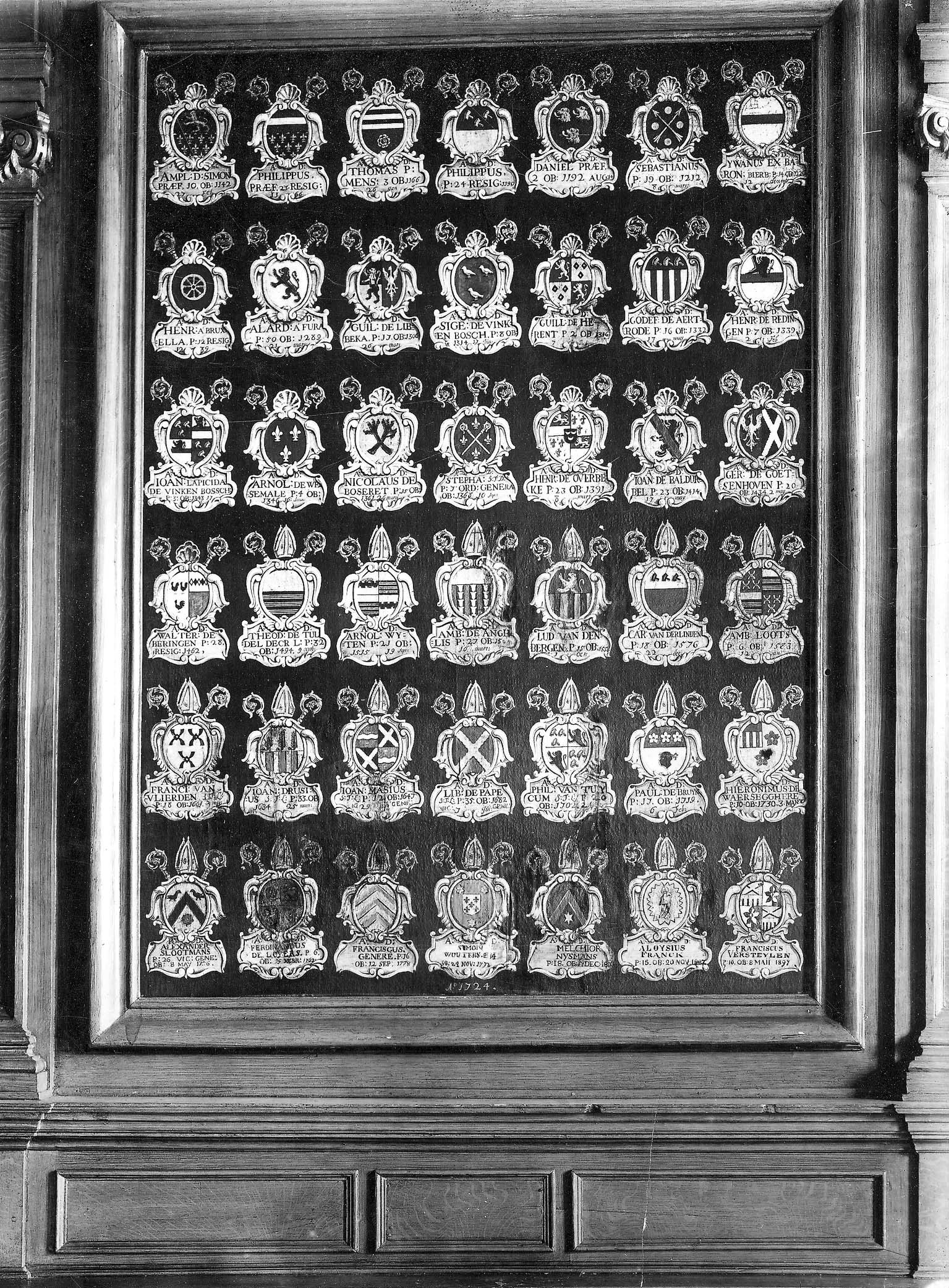
Armes des abbés de Parc (1724).

Le blasonnement des armes de l'abbé Siger Fabri est : « d'azur à 3 pinsons d'argent », conformément à ce qui est représenté sur le tableau héraldique de l'abbaye de Parc.
Ce blason fait partie de l'armorial des abbés de Parc.